# Stillingia trapezoidea
Stillingia trapezoidea là một loài thực vật có hoa trong họ Đại kích. Loài này được Ule miêu tả khoa học đầu tiên năm 1908.